# New York Ska-Jazz Ensemble
New York Ska-Jazz Ensemble és un grup de ska i jazz format el 1995 a la ciutat de Nova York. És una de les formacions que més ha influït en el renaixement dels sons tradicionals jamaicans oferint una gran presència als escenaris europeus des del seu principi.

## Discografia
- 1995 New York Ska Jazz Ensemble
- 1997 Low Blow
- 1998 Get This
- 2001 Live In Europe
- 2003 Minor Moods
- 2005 Skaleidoscope
- 2008 Step Forward